# ГЛОНАСС
Глоба́льная навигацио́нная спу́тниковая систе́ма (ГЛОНА́СС) — российская спутниковая система навигации. Система транслирует гражданские сигналы, доступные в любой точке Земли, предоставляет навигационные услуги на безвозмездной основе и без ограничений, а также зашифрованный сигнал повышенной точности для специального применения.
Система ГЛОНАСС, имевшая изначально военное назначение, была запущена одновременно с системой предупреждения о ракетном нападении (СПРН) в 1982 году для оперативного навигационно-временного обеспечения неограниченного числа пользователей наземного, морского, воздушного и космического базирования.
Основой системы являются 24 спутника, движущихся над поверхностью Земли в трёх орбитальных плоскостях с наклоном орбитальных плоскостей 64,8° и высотой орбит 19 100 км.
Основное отличие от системы GPS в том, что спутники ГЛОНАСС в своём орбитальном движении не имеют резонанса (синхронности) с вращением Земли, что обеспечивает им бо́льшую стабильность. Таким образом, группировка космических аппаратов (КА) ГЛОНАСС не требует дополнительных корректировок в течение всего срока активного существования.
Развитием ГЛОНАСС занимаются «Роскосмос», АО «Информационные спутниковые системы имени академика М. Ф. Решетнёва» и АО «Российские космические системы».
Для обеспечения коммерциализации и массового внедрения технологий ГЛОНАСС в России и за рубежом постановлением Правительства РФ в 2009 году был создан «Федеральный сетевой оператор в сфере навигационной деятельности», функции которого были возложены на ПАО «Навигационно-информационные системы». С 2012 года эти функции были переданы некоммерческому партнёрству «Содействие развитию и использованию навигационных технологий».

## История развития
Официально начало работ по созданию ГЛОНАСС было положено в декабре 1976 года специальным постановлением ЦК КПСС и Совета министров СССР. Этот проект был продолжением развития отечественной навигационной спутниковой системы, начатой программой «Циклон». Теоретическую проработку спутниковой навигационной системы 2-го поколения начали в 1967 году сотрудники НИИ-9 ВМФ под руководством Ю. И. Максюты.

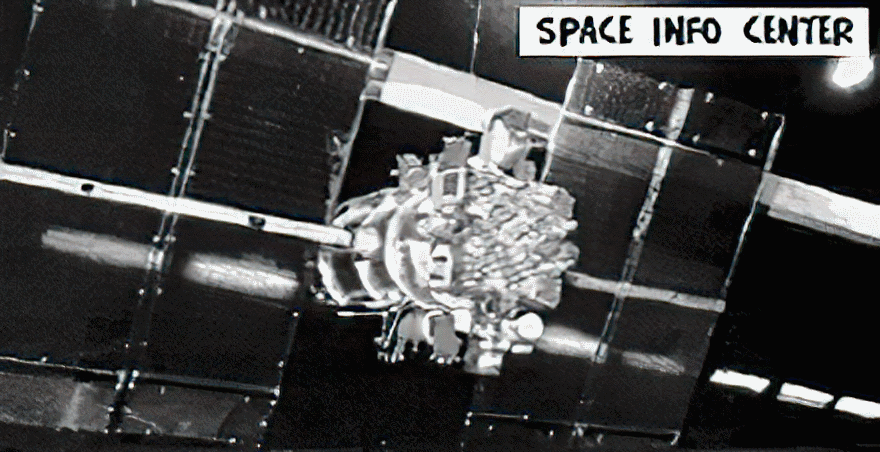
Спутник системы ГЛОНАСС первого поколения

#### Первые запуски спутников «Ураган»
Сроки работ по созданию системы неоднократно сдвигались, лётные испытания были начаты 12 октября 1982 года запуском на орбиту первого спутника «Ураган» 11Ф654 и 2 массо-габаритных макетов 11Ф654ГВМ. В последующих 6 запусках на орбиту выводились по 2 штатных аппарата и 1 макету, так как не удавалось вовремя собирать электронные части спутников. Только 16 сентября 1986 года с 8-го по счёту запуска были выведены сразу 3 штатных аппарата. 2 раза в 1989 году вместе с 2 спутниками «Ураган» на орбиту выводились пассивные геодезические аппараты «Эталон», которые использовались для уточнения параметров гравитационного поля и его влияния на орбиты «Урагана».

#### Работа полной системы, потеря части спутников
4 апреля 1991 года в составе ГЛОНАСС в 2 орбитальных плоскостях оказалось одновременно 12 работоспособных спутников системы и 24 сентября 1993 года система была официально принята в эксплуатацию (в том же году США вывели на орбиту последний из 24 спутников системы GPS), после чего стали проводиться запуски в третью орбитальную плоскость. 14 декабря 1995 года после 27-го запуска «Протона-К» с «Ураганами» спутниковая группировка была развёрнута до штатного состава — 24 спутника.

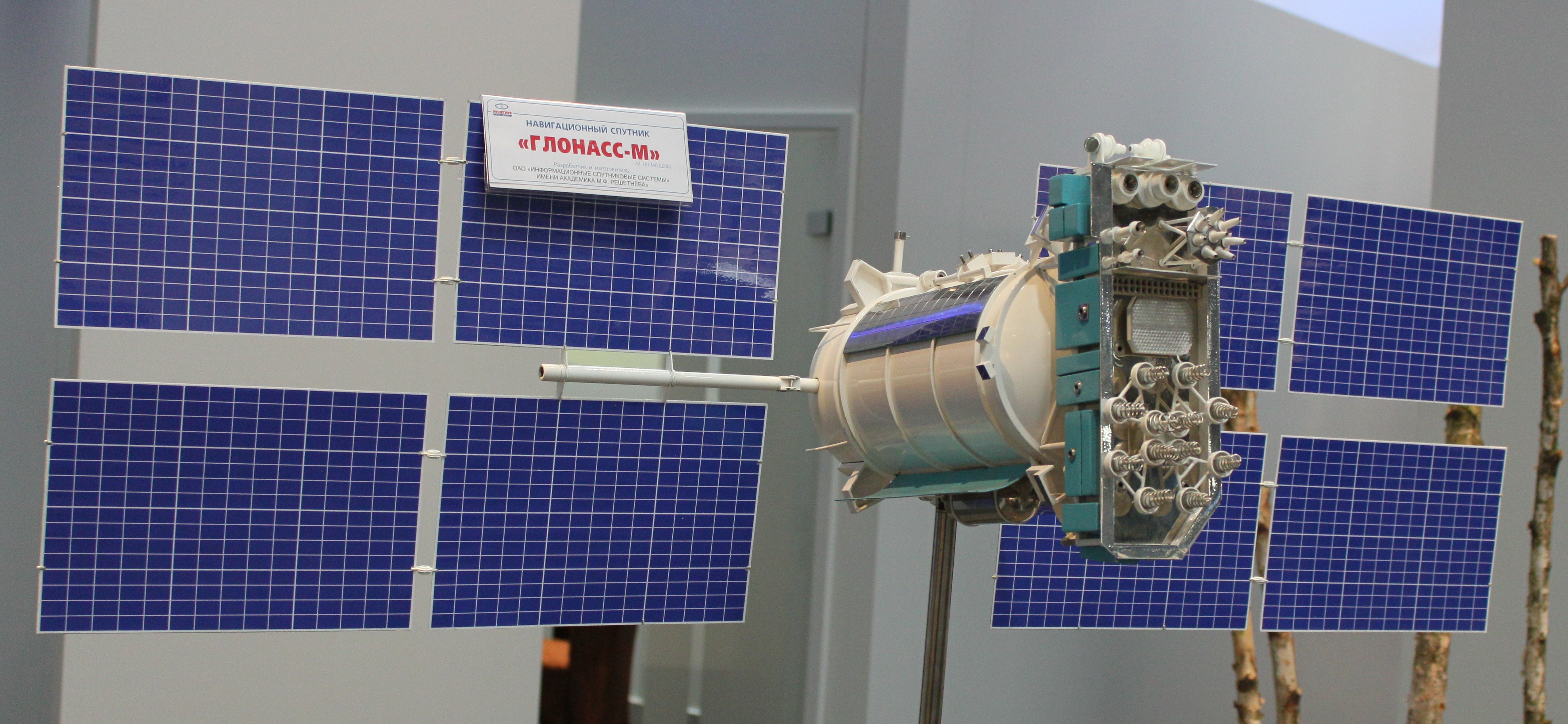
Спутник системы ГЛОНАСС второго поколения

Всего с октября 1982 года по декабрь 1998 года на орбиту были выведены 74 «Урагана» и 8 массо-габаритных макетов. В период развёртывания системы 6 «Ураганов» были утеряны из-за отказов разгонного блока 11С861. По оценкам, проведённым в 1997 году, на развёртывание ГЛОНАСС было потрачено около 2,5 млрд долларов.
В дальнейшем из-за недостаточного финансирования, а также из-за малого срока службы число работающих спутников сократилось к 2001 году до 6.

#### Федеральная целевая программа
В августе 2001 года была принята федеральная целевая программа «Глобальная навигационная система», по которой полное покрытие территории России планировалось в начале 2008 года, а глобальных масштабов система должна была достичь к началу 2010 года. Для решения этой задачи планировалось в течение 2007, 2008 и 2009 годов произвести 6 запусков ракет-носителей и вывести на орбиту 18 спутников — таким образом, к концу 2009 года группировка вновь насчитывала бы 24 аппарата.

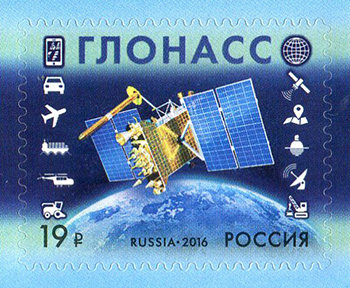
Почтовая марка России, посвящённая системе ГЛОНАСС

17 сентября 2002 году ГЛОНАСС перешла на обновлённую версию геоцентрической системы координат ПЗ-90 — ПЗ-90.02, а 31 декабря 2013 — на ПЗ-90.11.
С 2003 года запускались новые аппараты «Глонасс-М», транслирующие 2 гражданских сигнала на частотах L1 и L2.
В 2007 году была проведена 1-я фаза модернизации наземного сегмента, вследствие чего увеличилась точность определения координат.
Во 2-й фазе модернизации наземного сегмента на 7 пунктах наземного комплекса управления устанавливают новую измерительную систему высокой точности. В результате к концу 2010 года увеличится точность расчёта эфемерид и ухода бортовых часов, что приведёт к повышению точности навигационных определений.
В конце марта 2008 года совет главных конструкторов по российской глобальной навигационной спутниковой системе (ГЛОНАСС), заседавший в Российском научно-исследовательском институте космического приборостроения, скорректировал сроки развёртывания космического сегмента ГЛОНАСС. Прежние планы предполагали, что на территории России системой станет возможно пользоваться уже к 31 декабря 2007 года; однако для этого требовалось 18 работающих спутников, некоторые из которых успели выработать свой гарантийный ресурс и прекратили работать. Таким образом, хотя в 2007 году план по запускам спутников ГЛОНАСС был выполнен (на орбиту вышли шесть аппаратов), орбитальная группировка по состоянию на 27 марта 2008 года включала лишь шестнадцать работающих спутников. 25 декабря 2008 года количество было доведено до 18 спутников.
На совете главных конструкторов ГЛОНАСС план развёртывания системы был скорректирован с той целью, чтобы на территории России система ГЛОНАСС заработала хотя бы к 31 декабря 2008 года. Прежние планы предполагали запуск на орбиту двух троек новых спутников «Глонасс-М» в сентябре и в декабре 2008 года; однако в марте 2008 года сроки изготовления спутников и ракет были пересмотрены, чтобы ввести все спутники в эксплуатацию до конца года. Предполагалось, что запуски состоятся раньше на два месяца и система до конца года в России заработает. Планы были реализованы в срок.

#### Массовое наземное применение в Сочи
29 января 2009 года было объявлено, что первым городом страны, где общественный транспорт в массовом порядке будет оснащён системой спутникового мониторинга на базе ГЛОНАСС, станет Сочи. На тот момент ГЛОНАСС-оборудование производства компании «М2М телематика» было установлено на 250 сочинских автобусах.
В ноябре 2009 года было объявлено, что Украинский научно-исследовательский институт радиотехнических измерений (Харьков) и Российский научно-исследовательский институт космического приборостроения (Москва) создадут совместное предприятие. Стороны создадут систему спутниковой навигации для обслуживания потребителей на территории двух стран. В проекте будут использованы украинские станции коррекции для уточнения координат систем ГЛОНАСС.

#### Восстановление полного покрытия планеты
2 сентября 2010 года общее количество спутников ГЛОНАСС было доведено до 26 — группировка была полностью развёрнута для полного покрытия Земли.
В 2011 году была модернизирована система наземного комплекса управления. Результатом программы модернизации стало увеличение точности навигационных определений системы ГЛОНАСС в 2-2,5 раза, что составляет порядка 2,8 м для гражданских потребителей.

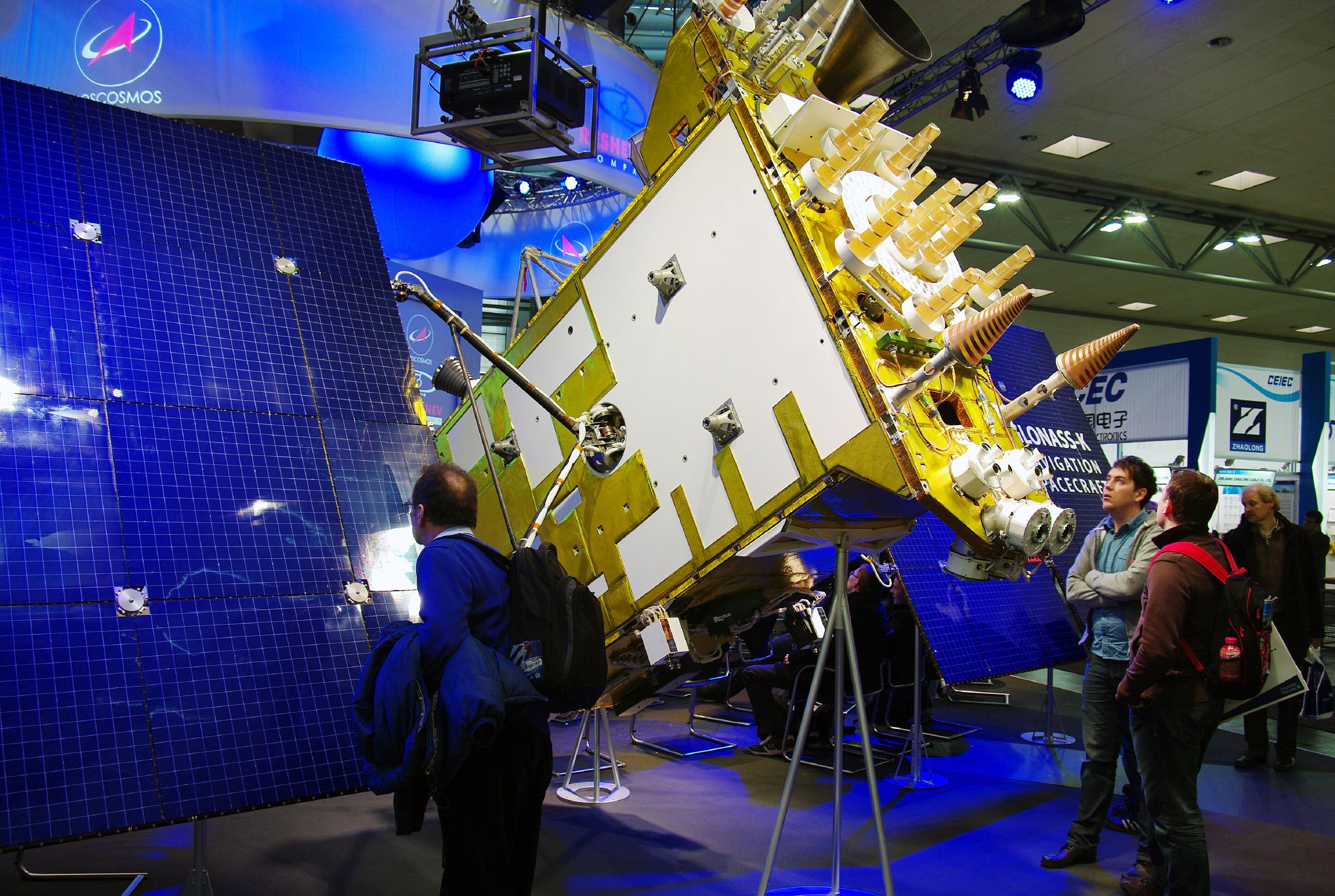
Модель КА Глонасс-К на выставке CeBIT

#### Спутники нового формата «Глонасс-К»
26 февраля того же года был запущен первый КА «Глонасс-К», в котором реализованы дополнительные сигналы в формате CDMA и тестируется новый открытый сигнал в диапазоне L3.
С 2012 до 2020 года на развитие ГЛОНАСC из бюджета РФ было выделено 320 миллиардов рублей. В этот период планировалось изготовить 15 спутников «Глонасс-М» и 22 «Глонасс-К».
В июле 2012 года было возбуждено уголовное дело по факту необоснованного расходования и хищения более 6,5 миллиардов рублей, выделенных на развитие спутниковой системы. 13 мая 2013 года было возбуждено ещё одно уголовное дело по статье «Мошенничество в особо крупном размере» по выявленному факту злоупотребления полномочиями и хищения 85 млн рублей.
В 2014 году начались работы над обеспечением совместимости российской и китайской навигационных систем ГЛОНАСС и «Бэйдоу».
7 декабря 2015 года было объявлено о завершении создания системы ГЛОНАСС. Готовая система была направлена на заключительные испытания Минобороны РФ.
Совместное предприятие АО «ГЛОНАСС» и ГК «Ростех» — ООО «Глонасс-БДД» — в 2020 году проверило инфосистему анализа и предупреждения ДТП и опубликовало цифровой рейтинг безопасности 3000 км российских дорог.

## Навигация

Сравнение орбит разных НС

Спутники ГЛОНАСС находятся на средневысотной круговой орбите на высоте 19 400 км с наклонением 64,8° и периодом 11 часов 15 минут. Такая орбита оптимальна для использования в высоких широтах (северных и южных полярных регионах), где сигнал американской GPS очень слаб.
Спутниковая группировка развёрнута в трёх орбитальных плоскостях, с 8 равномерно распределёнными спутниками в каждой. Для обеспечения глобального покрытия необходимы 24 спутника, в то время как для покрытия территории России необходимы 18 спутников. Сигналы передаются с направленностью 38° с использованием правой круговой поляризации, эквивалентной мощностью 316—500 Вт (EIRP 25—27 dBW).
Для определения координат приёмник должен принимать сигнал как минимум четырёх спутников и вычислить расстояния до них. При использовании трёх спутников определение координат затруднено из-за ошибок, вызванных неточностью часов приёмника.

### Навигационные сигналы

#### FDMA-сигналы
Используются два типа навигационных сигналов: открытые с обычной точностью и защищённые с повышенной точностью.

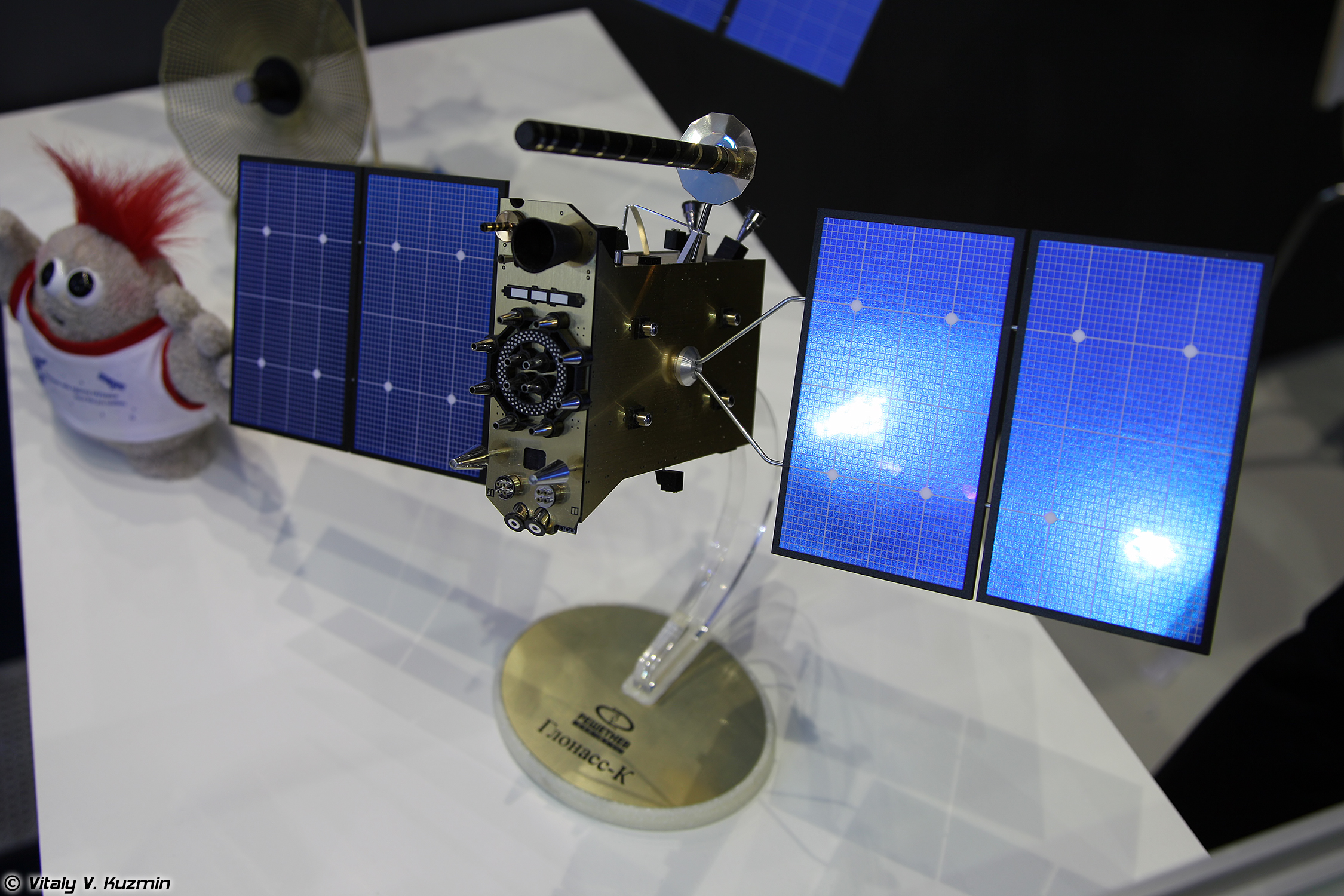
Космический аппарат «Глонасс-К»

Сигналы передаются методом расширения спектра в прямой последовательности (DSSS) и модуляцией через двоичную фазовую манипуляцию (BPSK). Все спутники используют одну и ту же псевдослучайную кодовую последовательность для передачи открытых сигналов, однако каждый спутник передаёт на разной частоте, используя 14-канальное разделение по частоте (FDMA). Сигнал в диапазоне L1 находится на центральной частоте 1602 МГц, а частота передачи спутников определяется по формуле 1602 МГц + n × 0,5625 МГц, где n это номер частотного канала (n=−7,−6,−5,…0,…,6, ранее n=0,…,13). Сигнал в диапазоне L2 находится на центральной частоте 1246 МГц, а частота каждого канала определяется по формуле 1246 МГц + n × 0.4375 МГц. Противоположно расположенные аппараты не могут быть одновременно видны с поверхности Земли, поэтому 14 радиоканалов достаточно для 24 спутников.
Открытый сигнал генерируется через сложение по модулю 2 трёх кодовых последовательностей: псевдослучайного дальномерного кода со скоростью 511 кбит/c, навигационного сообщения со скоростью 50 бит/c и 100 Гц манчестер-кода. Все эти последовательности генерируются одним тактовым генератором. Псевдослучайный код генерируется 9-шаговым сдвиговым регистром с периодом 1 мс.
Навигационное сообщение открытого сигнала транслируется непрерывно со скоростью 50 бит/c. Суперкадр длиной 7500 бит требует 150 секунд (2,5 минуты) для передачи полного сообщения и состоит из 5 кадров по 1500 бит (30 секунд). Каждый кадр состоит из 15 строк по 100 бит (2 секунды на передачу каждой строки), 85 бит (1,7 секунды) данных и контрольных сумм и 15 бит (0,3 секунды) на маркер времени. Строки 1-4 содержат непосредственную информацию о текущем спутнике и передаются заново в каждом кадре; данные включают эфемериды, смещения тактовых генераторов частот, а также состояние спутника. Строки 5-15 содержат альманах; в кадрах I—IV передаются данные на 5 спутников в каждом, а в кадре V — на оставшиеся четыре спутника.
Эфемериды обновляются каждые 30 минут с использованием измерений наземного контрольного сегмента; используется система координат ECEF (Earth Centered, Earth Fixed) для положения и скорости, и также передаются параметры ускорения под действием Солнца и Луны. Альманах использует модифицированные кеплеровы элементы и обновляется ежедневно.
Защищённый сигнал повышенной точности предназначен для авторизованных пользователей, таких как Вооружённые силы РФ. Сигнал передаётся в квадратурной модуляции с открытым сигналом на тех же самых частотах, но его псевдослучайный код имеет в десять раз большую скорость передачи, что повышает точность определения координат. Хотя защищённый сигнал не зашифрован, формат его псевдослучайного кода и навигационных сообщений засекречен. По данным исследователей, навигационное сообщение защищённого сигнала L1 передаётся со скоростью 50 бит/c без использования манчестер-кода, суперкадр состоит из 72 кадров размером по 500 бит, где каждый кадр состоит из 5 строк из 100 бит и требует 10 секунд для передачи. Таким образом, всё навигационное сообщение имеет длину 36 000 бит и требует для передачи 720 секунд (12 минут). Предполагается, что дополнительная информация используется для повышения точности параметров солнечно-лунных ускорений и коррекции частоты тактовых генераторов.

#### CDMA-сигналы
Открытый сигнал L3OC передаётся на частоте 1202,025 МГц, использует двоичную фазовую манипуляцию BPSK(10) для пилотного и информационного сигналов; псевдослучайный дальномерный код транслируется с частотой 10,23 миллиона импульсов (чипов) в секунду и модулируется на несущей частоте через квадратурную фазовую манипуляцию QPSK, при этом пилотный и информационный сигналы разнесены по квадратурам модуляции: информационный сигнал находится в фазе, а пилотный — в квадратуре. Информационный сигнал дополнительно модулирован 5-битным кодом Баркера, а пилотный сигнал — 10-битным кодом Ньюмана-Хоффмана.
Открытый сигнал L1OC и защищённый сигнал L1SC передаются на частоте 1600,995 МГц, а открытый сигнал L2OC и защищённый сигнал L2SC — на частоте 1248,06 МГц, перекрывая диапазон сигналов формата FDMA. Открытые сигналы L1OC и L2OC используют мультиплексирование с разделением по времени для передачи пилотного и информационного сигналов; используется модуляция BPSK(1) для информационного и BOC(1,1) для пилотного сигналов. Защищённые широкополосные сигналы L1SC и L2SC используют модуляцию BOC (5, 2.5) для пилотного и информационного сигналов, и передаются в квадратуре по отношению к открытым сигналам; при таком типе модуляции пик мощности смещается на края частотного диапазона и защищённый сигнал не мешает открытому узкополосному сигналу, передающемуся на несущей частоте.
Модуляция BOC (binary offset carrier, двоичная модуляция со смещением несущей) используется в сигналах систем Galileo и модернизированной GPS; в сигналах GLONASS и стандартной GPS используется двоичная фазовая манипуляция (BPSK), однако и BPSK и QPSK являются частными случаями квадратурной амплитудной модуляции (QAM-2 и QAM-4).
Навигационное сообщение CDMA сигналов передаётся в виде последовательности строк. Размер сообщения переменный — обычно псевдокадр состоит из 6 строк, в которых содержатся эфемериды текущего спутника (строки типа 10, 11 и 12) и часть системного альманаха с параметрами трёх спутников (три строки типа 20). Для составления полного альманаха на все 24 спутника обычно требуется получить суперкадр из 8 последовательных псевдокадров. В будущем суперкадр может быть расширен до 10 псевдокадров для поддержки работы 30 спутников. Навигационное сообщение также может содержать параметры вращения Земли, модели ионосферы, сообщения Коспас-SARSAT и долговременные параметры орбиты спутников ГЛОНАСС. В начале каждой строки передаётся метка системного времени в виде постоянной последовательности битов. Секунда координации UTC учитывается укорачиванием либо удлинением (с заполнением нулями) последней строки квартала на длительность одной секунды (100 бит) — такие аномальные строки отбрасываются аппаратурой приёмника. В дальнейшем могут вводиться новые типы строк, поэтому аппаратура приёмника должна игнорировать неизвестные типы.
Навигационное сообщение сигнала L3OC передаётся со скоростью 100 бит/c, длина строки — 300 бит (3 секунды на передачу). Псевдокадр из 6 строк имеет размер 1800 бит и передаётся за 18 секунд, а суперкадр состоит из 8 псевдокадров общим размером 14 400 бит и требует 144 секунды (2 минуты 24 секунды) на передачу полного альманаха.
Навигационное сообщение сигнала L1OC передаётся со скоростью 125 бит/c. Строка имеет длину 250 бит (2 секунды на передачу). Псевдокадр из 6 строк имеет размер 1500 бит (12 секунд на передачу), суперкадр (8 псевдокадров) — 12000 бит и 96 секунд (1 минуту 36 секунд) на передачу.
Сигнал L2OC содержит только дальномерный код без навигационного сообщения.

### Формат навигационного сообщения

#### Сигнал L1OC
| Поле                       | Поле  | Длина, бит | Описание |                  |
| -------------------------- | ----- | ---------- | --- | ---------------- |
| Метка времени              | СМВ   | 12         | Постоянная последовательность 0101 1111 0001 (5F1h) |                  |
| Тип строки                 | Тип   | 6          | Тип строки |                  |
| Номер КА                   | j     | 6          | Системный номер спутника (от 1 до 63; номер 0 не используется до отключения FDMA сигналов). |                  |
| Годность КА                | Гj    | 1          | Данный космический аппарат: 0 — исправен, 1 — неисправен |                  |
| Достоверность информации   | lj    | 1          | Передаваемая информационная строка: 0 — достоверна, 1 — недостоверна |                  |
| Вызов комплекса управления | П1    | 4          | (Служебное поле) | (Служебное поле) |
| Режим ориентации           | П2    | 1          | Данный космический аппарат находится в режиме: 0 — ориентации на Солнце, 1 — упреждающего разворота (либо режим меняется)                                                                          |                  |
| Тип коррекции UTC          | КР    | 2          | В последний день текущего квартала в 00:00 секунда коррекции UTC: 0 — не ожидается, 1 — ожидается с увеличением длительности суток, 2 — неизвестно, 3 — ожидается с уменьшением длительности суток |                  |
| Выполнение коррекции       | А     | 1          | В конце текущей строки коррекция: 0 — не ожидается, 1 — ожидается |                  |
| Время КА                   | ОМВ   | 16         | Суточное время часов КА с интервалом 2 с (диапазон значений 0 — 43199) |                  |
| Информационное поле        |       | 184        | Содержание информационного поля определяется типом строки |                  |
| Циклический код            | ЦК    | 16         | Циклический код обнаружения ошибок |                  |
| Всего                      | Всего | 250        | |                  |

#### Сигнал L3OC
| Поле                       | Поле  | Длина, бит | Описание                                                               |
| -------------------------- | ----- | ---------- | ---------------------------------------------------------------------- |
| Метка времени              | СМВ   | 20         | Постоянная последовательность 0000 0100 1001 0100 1110 (0494Eh)        |
| Тип строки                 | Тип   | 6          | Тип строки                                                             |
| Время КА                   | ОМВ   | 15         | Суточное время часов КА с интервалом 3 с (диапазон значений 0 — 28799) |
| Номер КА                   | j     | 6          | Аналогично сигналу L1OC                                                |
| Годность КА                | Гj    | 1          | Аналогично сигналу L1OC                                                |
| Достоверность информации   | lj    | 1          | Аналогично сигналу L1OC                                                |
| Вызов комплекса управления | П1    | 4          | Аналогично сигналу L1OC                                                |
| Режим ориентации           | П2    | 1          | Аналогично сигналу L1OC                                                |
| Тип коррекции UTC          | КР    | 2          | Аналогично сигналу L1OC                                                |
| Выполнение коррекции       | А     | 1          | Аналогично сигналу L1OC                                                |
| Информационное поле        |       | 219        | Содержание информационного поля определяется типом строки              |
| Циклический код            | ЦК    | 24         | Циклический код обнаружения ошибок                                     |
| Всего                      | Всего | 300        |                                                                        |

#### Общие параметры сигналов CDMA
| Тип        | Содержание информационного поля                                                                                        |
| ---------- | --- |
| 0          | (Служебная технологическая информация)                                                                                 |
| 1          | Укороченная строка секунды координации                                                                                 |
| 2          | Удлинённая строка секунды координации                                                                                  |
| 10, 11, 12 | Оперативная информация (эфемериды и частотно-временные отклонения). Передаётся в пакете из трёх последовательных строк |
| 16         | Параметры ориентации КА в режиме разворота                                                                             |
| 20         | Альманах |
| 25         | Параметры вращения Земли, модели ионосферы, модели расхождения шкал времени UTC(SU) и TAI                              |
| 31, 32     | Параметры долговременной модели движения                                                                               |
| 50         | Квитанции системы Коспас-Сарсат — только сигнал L1OC                                                                   |
| 60         | Текстовое сообщение |

| Поле              | Поле              | Длина, бит | Вес младшего разряда | Описание |   |
| ----------------- | ----------------- | ---------- | -------------------- | --- | - |
| Тип орбиты        | ТО                | 2          | 1                    | 0 — круговая орбита высотой 19 100 км |   |
| Число спутников   | NS                | 6          | 1                    | Количество спутников, излучающих CDMA сигналы (от 1 до 63), для которых передаются параметры альманаха                                                                                             |   |
| Возраст альманаха | EA                | 6          | 1                    | Число суток, прошедших после обновления альманаха до текущих суток |   |
| Текущие сутки     | NA                | 11         | 1                    | Номер суток (1-1461) внутри четырёхлетнего интервала, отсчитываемого от 1 января последнего високосного года, по московскому декретному времени                                                    |   |
| Статус сигналов   | PCA               | 5          | 1                    | Битовое поле для сигналов CDMA, излучаемых указанным спутником. Три старшие разряда соответствуют сигналам L1, L2 и L3: 0 — излучает, 1 — не излучает                                              |   |
| Модификация КА    | PCA               | 3          | 1                    | Модификация космического аппарата и излучаемые сигналы CDMA: 0 — «Глонасс-М» (сигнал L3), 1 — «Глонасс-К1» (сигнал L3), 3 — «Глонасс-К1» (сигналы L2 и L3), 2 — «Глонасс-К2» (сигналы L1, L2 и L3) |   |
| Поправка времени  | τA                | 14         | 2−20                 | Грубая поправка для перехода от шкалы времени КА к шкале времени системы ГЛОНАСС (диапазон значений — (±7,8 ± 1)⋅10−3 с)                                                                           |   |
| Восхождение       | λA                | 21         | 2−20                 | Геодезическая долгота первого восходящего узла орбиты КА (диапазон значений — ±1 полуциклов) |   |
| Время восхождения | tλA               | 21         | 2−5                  | Момент прохождения первого восходящего узла орбиты КА в пределах текущих суток (диапазон значений — от 0 до 44100 с)                                                                               |   |
| Наклонение        | ΔiA               | 15         | 2−20                 | Поправка к номинальному наклонению (64,8°) орбиты КА в момент восхождения (диапазон значений — ±0,0156 полуциклов)                                                                                 |   |
| Эксцентриситет    | εA                | 15         | 2−20                 | Эксцентриситет орбиты КА в момент восхождения (диапазон значений — от 0 до 0,03) |   |
| Перигей           | ωA                | 16         | 2−15                 | Аргумент перигея орбиты КА в момент восхождения (диапазон значений — ±1 полуциклов) |   |
| Период            | ΔTA               | 19         | 2−9                  | Поправка к номинальному драконическому периоду обращения КА (40544 с) в момент восхождения (диапазон значений — ±512 с)                                                                            |   |
| Изменение периода | ΔṪA               | 7          | 2−14                 | Скорость изменения драконического периода обращения КА в момент восхождения (диапазон значений — ±3,9⋅10−3 с/виток)                                                                                |   |
| (Зарезервировано) | (Зарезервировано) | L1OC: 23   | -                    | - | - |
| (Зарезервировано) | (Зарезервировано) | L3OC: 58   | -                    | - | - |
| 1. 2. 3.          |                   |            |                      | |   |

| Поле        | Beacon ID | Контрольная сумма | Информация от поисково-спасательных служб | Резерв главного конструктора |
| ----------- | --------- | ----------------- | ----------------------------------------- | ---------------------------- |
| Размер, бит | 60        | 4                 | 16                                        | 12                           |

## Модернизация
C середины 2000-х годов готовилось введение сигналов ГЛОНАСС с кодовым разделением. Интерфейсный контрольный документ (ИКД) для сигналов ГЛОНАСС с кодовым разделением был опубликован АО «Российские космические системы» в августе 2016 года.
На 2019 год был намечен запуск усовершенствованного спутника КА «Глонасс-К2», доработанного по результатам испытаний КА «Глонасс-К1». В дополнение к открытому CDMA сигналу в диапазоне L3 должны были появиться два открытых и два шифрованных сигнала в диапазонах L1 и L2.
В дальнейшем планируется создание усовершенствованного спутника «Глонасс-КМ», характеристики которого находятся в стадии разработки. Предположительно, в новых спутниках будет использоваться до 6 открытых и до 3 зашифрованных сигналов с кодовым разделением, частоты и модуляция которых будут совпадать с сигналами модернизированной GPS третьего поколения и Galileo/Compass. Примеры возможного пересечения модуляций:
- сигнал L1OCM — модуляция BOC(1,1) на частоте 1575,42 МГц, совпадает с сигналом L1C модернизированной GPS, сигналом E1 системы Galileo и сигналом B1C системы Beidou/Compass;
- сигнал L3OCM — модуляция BPSK(10) на частоте 1207,14 МГц, совпадает с сигналом E5b системы Galileo и сигналом E2b системы Beidou/Compass;
- сигнал L5OCM — модуляция BPSK(10) на частоте 1176,45 МГц, совпадает с сигналом Safety of Life (L5) модернизированной GPS, сигналом E5a системы Galileo и сигналом E2a системы Beidou/Compass.

Данная конфигурация поможет обеспечить широкую совместимость приёмного оборудования и повысит точность и быстроту определения координат для критически важных применений, в первую очередь в авиационной и морской безопасности.
| Модернизация системы «Глонасс» | Модернизация системы «Глонасс» | Модернизация системы «Глонасс»              | Модернизация системы «Глонасс» | Модернизация системы «Глонасс» | Модернизация системы «Глонасс» | Модернизация системы «Глонасс» | Модернизация системы «Глонасс» | Модернизация системы «Глонасс» | Модернизация системы «Глонасс» | Модернизация системы «Глонасс» | Модернизация системы «Глонасс» |
| Серия КА | Год развёртывания              | Состояние                                   | Стабильность частоты           | Сигналы FDMA                   | Сигналы FDMA                   | Сигналы CDMA                   | Сигналы CDMA                   | Сигналы CDMA                   | Совместимые сигналы CDMA       | Совместимые сигналы CDMA       | Совместимые сигналы CDMA       |
| Серия КА | Год развёртывания              | Состояние                                   | Стабильность частоты           | 1602 + n×0.5625 МГц            | 1246 + n×0.4375 МГц            | 1600.995 МГц                   | 1248.06 МГц                    | 1202.025 МГц                   | 1575.42 МГц                    | 1207.14 МГц                    | 1176.45 МГц                    |
| --- | ------------------------------ | ------------------------------------------- | ------------------------------ | ------------------------------ | ------------------------------ | ------------------------------ | ------------------------------ | ------------------------------ | ------------------------------ | ------------------------------ | ------------------------------ |
| Глонасс | 1982—2005                      | Выведен из эксплуатации                     | 5⋅10−13                        | L1OF, L1SF                     | L2SF                           |                                |                                |                                |                                |                                |                                |
| Глонасс-М | 2003—2022                      | В эксплуатации                              | 1⋅10−13                        | L1OF, L1SF                     | L2OF, L2SF                     | -                              | -                              | L3OС                           |                                |                                |                                |
| Глонасс-К1 | 2011—                          | Серийное производство                       | 5⋅10−14-1⋅10-13                | L1OF, L1SF                     | L2OF, L2SF                     | -                              | L2OC, L2SC                     | L3OС                           |                                |                                |                                |
| Глонасс-К2 | 2023—                          | Производство аппаратов для летных испытаний | 5⋅10−15-5⋅10−14                | L1OF, L1SF                     | L2OF, L2SF                     | L1OC, L1SC                     | L2OC, L2SC                     | L3OC                           |                                |                                |                                |
| Глонасс-В | 2023—2025                      | На стадии изучения                          |                                | -                              | -                              | L1OC, L1SC                     | L2OC, L2SC                     | L3OC                           |                                |                                |                                |
| Глонасс-КМ | 2030—                          | На стадии изучения                          |                                | L1OF, L1SF                     | L2OF, L2SF                     | L1OC, L1SC                     | L2OC, L2SC                     | L3OC, L3SC                     | L1OCM                          | L3OCM                          | L5OCM                          |
| «O»: открытый сигнал стандартной точности / «S»: шифрованный сигнал высокой точности «F»: частотное разделение каналов (FDMA) / «С»: кодовое разделение каналов (CDMA) n = −7,−6,−5,…,0,…,5,6. |                                |                                             |                                |                                |                                |                                |                                |                                |                                |                                |                                |
| 1. 2. |                                |                                             |                                |                                |                                |                                |                                |                                |                                |                                |                                |

После полного перехода на CDMA-сигналы предполагается постепенное увеличение количества КА в группировке с 24 до 30, что, возможно, потребует отключения сигналов FDMA.
В 2014 году запущен первый спутник «Глонасс-М» (номер 755), оснащённый передатчиком сигнала L3OC; ещё шесть таких спутников планируется запустить в 2017—2018 годах.
В 2022 году запущен первый спутник «Глонасс-К» (номер 707), оснащённый передатчиком сигналов L2OC и L2SC.
В 2023—2025 гг. планируется запустить шесть дополнительных спутников «Глонасс-В» в трёх плоскостях по высокоэллиптической орбите «Тундра», что позволит обеспечить повышенную доступность и увеличенную на 25 % точность в России и Восточном полушарии. Орбиты формируют две наземные трассы с наклонением 64,8°, эксцентриситетом 0,072, периодом обращения 23,9 часа, географической долготой восходящего угла 60° и 120°. Спутники «Глонасс-В» создаются на платформе «Глонасс-К» и будут передавать только новые сигналы с кодовым разделением. Ранее для региональной группировки также рассматривались орбита «Молния» и геосинхронная или геостационарная орбиты.
В 2030 году «Роскосмос» планирует создание дополнительного сегмента системы «Глонасс». Для этой цели на низкие орбиты будет запущено 240 спутников.

### Точность
На 2014 год точность определения координат системой ГЛОНАСС несколько отставала от аналогичных показателей для GPS.
Согласно данным СДКМ на 18 сентября 2012 года, ошибки навигационных определений ГЛОНАСС (при p = 0,95) по долготе и широте составляли 3—6 м при использовании в среднем 7—8 КА (в зависимости от точки приёма). В то же время ошибки GPS составляли 2—4 м при использовании в среднем 6—11 КА (в зависимости от точки приёма).
При использовании обеих навигационных систем происходит существенный прирост точности. Европейский проект EGNOS, использующий сигналы обеих систем, даёт точность определения координат на территории Европы на уровне 1,5—3 метров.
Система ГЛОНАСС обеспечивает определение местонахождения объекта с точностью до 2,8 метра.
После перевода в рабочее состояние двух спутников коррекции сигнала системы «Луч» точность навигационного обеспечения ГЛОНАСС возрастёт до одного метра (ранее система определяла местонахождение объекта лишь с точностью до 5 м).
К 2015 году планировалось увеличить точность позиционирования до 1,4 метра, к 2020 году — до 0,6 метра с дальнейшим доведением до 10 см. По состоянию на 2021 год не удалось достичь ни одного из этих показателей.
Технологии высокоточного позиционирования на основе ГЛОНАСС уже сегодня широко используются в различных отраслях деятельности. Так, специалисты НИИ прикладной телематики разработали уникальное для навигационной отрасли решение — систему дистанционного мониторинга состояния сложных инженерных объектов, которая в режиме реального времени отслеживает смещение сооружений дорожно-транспортной инфраструктуры и оползневых геомассивов (в постобработке с точностью до 4-5 мм), позволяя не только оперативно реагировать на возникновение нештатных и чрезвычайных ситуаций, но и заранее их прогнозировать, своевременно определять появление дефектов дорожных сооружений. Система внедрена и успешно отработана на участке федеральной трассы М27 Джубга-Сочи в районе Хостинской эстакады (участок 194—196 км) — наиболее опасном и сложном с точки зрения прочности элементов конструкции.

### Система дифференциальной коррекции и мониторинга
Россия начала работы по размещению станций системы дифференциальной коррекции и мониторинга для повышения точности и надёжности работы навигационной системы ГЛОНАСС за рубежом. Первая зарубежная станция была построена и успешно функционирует в Антарктиде на станции «Беллинсгаузен». Тем самым обеспечены необходимые условия для непрерывного глобального мониторинга навигационных полей космических аппаратов ГЛОНАСС. По состоянию на 2014 год сеть наземных станций насчитывала 14 станций в России, одну станцию в Антарктиде и одну в Бразилии. Развитие системы предусматривало развёртывание восьми дополнительных станций на территории России и нескольких станций за рубежом (дополнительные станции будут размещены в таких странах, как Куба, Иран, Вьетнам, Испания, Индонезия, Никарагуа, Австралия, две в Бразилии и ещё одна дополнительная будет размещена в Антарктиде). В 2018 на территории Бюраканской астрофизической обсерватории им. В. А. Амбарцумяна открыта унифицированная станция сбора измерений ГЛОНАСС в Республике Армения. В 2020 году сеть унифицированных станций сбора измерений (УССИ) охватывала территорию России и сопредельных государств состояла из 56 станций, дислоцированных на территории РФ и 12 УССИ за рубежом.
Из-за опасений, что системы ГЛОНАСС могут быть использованы в военных целях, Госдепартамент США в ноябре 2013 года отказал «Роскосмосу» в выдаче разрешений на строительство на американской территории нескольких российских измерительных станций. Закон о фактическом запрете размещения станций ГЛОНАСС в США был подписан 30 декабря 2013 года. В ответ на это с 1 июня 2014 приостановлена работа на территории Российской Федерации станций для системы GPS. Видимо, это решение касается 19 пока ещё действующих измерительных станций IGS на территории России. Станции IGS не предназначены для функционирования самой системы GPS и имеют в большей степени научное значение. На территории США есть множество подобных станций, передающих данные ГЛОНАСС в режиме реального времени. Данные этих станций находятся в открытом доступе.

### Система высокоточного определения эфемерид и временных поправок (СВОЭВП)
СВОЭВП предназначена для улучшения результатов использования потребителями системы ГЛОНАСС и её сигналов с помощью эфемеридно-временной информации.
СВОЭВП предоставляет следующую информацию:
1. Официальную информацию ЦУП системы ГЛОНАСС о состоянии орбитальной группировки ГЛОНАСС и планируемых переключениях (переводах) в системе. Содержится архив всех переключений со времени запуска первого КА ГЛОНАСС. Содержится официальная информация о планируемых вводах коррекции секунды в шкалу времени ГЛОНАСС и архив данных (начиная с КА «Глонасс-М»).
2. Цифровую информацию (ЦИ) ГЛОНАСС, передаваемую в составе навигационных сообщений (полученную станциями слежения, за истекшие сутки):
  - альманахи системы, переданный в сигналах L1, L2, L3 (СТ), включая времена начала и окончания смены альманаха;
  - оперативную цифровую информацию, переданную в сигналах L1, L2, L3 (СТ);
  - ПВЗ, использованные для расчёта ЦИ эфемерид и формирования соответствующих параметров ЦИ в сигналах L1, L2, L3 (СТ);
  - параметров модели ионосферы, передаваемой в составе ЦИ сигнала L3 (СТ);
  - поправку времени ГЛОНАСС и GPS.
3. Официального предоставления апостериорной эфемеридно-временной и гелиогеофизической информации СВОЭВП ГЛОНАСС, формируемой для улучшения решений потребителями в апостериорном режиме (быстрой, предварительной, окончательной):
  - апостериорной эфемеридно-временной информации (ЭВИ) в трех форматах: оперативной ЦИ (без ограничений разрядной сетки ЦИ) ГЛОНАСС; с учётом особенностей распространения ЭВИ согласно ИКД ГЛОНАСС; в форматах и составе, принятыми в центрах анализа IGS;
  - апостериорной временной информации 3 видов: с учётом особенностей распространения временных данных в ЦИ ИКД ГЛОНАСС; в форматах и составе, принятыми в центрах анализа IGS и апостериорной гелиогеофизической информации:
  - параметров для учёта рефракции в ионосфере: оперативная ЦИ L3 (без ограничений разрядной сетки ЦИ); ГЛОНАСС; в форматах и составе, принятых в центрах анализа IGS; рефракции в тропосфере в форматах и составе, принятых в центрах анализа IGS; фактических индексов солнечной активности и апостериорных ПВЗ.
4. Официального предоставления каталога станций ПЗ-90.11 и измерений к ним для распространения ГГСК ПЗ-90.11.
5. Предоставление сервисов пользователям: расчёт времени в структуре ЦИ ГЛОНАСС и GPS и архива измерений, обрабатываемых в СВОЭВП.
6. Предоставление сервисов аккредитованным и коммерческим пользователям:
  - информирование пользователей о состоянии ГЛОНАСС в виде бюллетеней (ежедневных, еженедельных, ежемесячных и ежеквартальных);
  - расчёт калибровочных данных (при предоставлении измерительной информации потребителем);
  - предоставления долгосрочных данных ГЛОНАСС для поддержки ассистирующих технологий: альманаха, длительностью до 90 суток, в структуре ЦИ ГЛОНАСС и оперативной информации, длительностью до 10 суток, в структуре ЦИ ГЛОНАСС.
  - расчёт координат потребителя в ПЗ-90.11 (при предоставлении информации потребителем): типовые программы (С и Fortran), для коммерческого и некоммерческого использования при обработке данных ГЛОНАСС и результаты контроля передачи эфемеридами ГГСК ПЗ-90.11 (прямые сличения бортовых эфемерид с апостериорными данными ПЗ-90.11; данные лазерной локации в координатах станций, матрица пересчёта эфемерид между ГЛОНАСС и GPS).
  - Результаты контроля передачи временным полем шкалы UTC(SU): положение UTC(SU) относительно UTC; tauS и разность ГЛОНАСС и GPS.
7. Представление в РМВ данных оперативного мониторинга навигационных полей ГЛОНАСС и GPS.
8. Результаты контроля ЦИ ГЛОНАСС и GPS по методикам, принятым в ГЛОНАСС.
9. Результаты контроля апостериорных данных СВОЭВП с использованием данных лазерной локации.

СВОЭВП обеспечивает следующие точностные характеристики определения эфемерид и частотно-временных поправок КА системы ГЛОНАСС. Параметры движения центра масс навигационных КА с предельными погрешностями не более:
- оперативные данные — 5,0 м вдоль орбиты, 2,0 м по бинормали к орбите, 0,7 м по радиус-вектору;
- предварительные данные — соответственно 3,0 м, 1,5 м, 0,4 м;
- окончательные данные — соответственно 0,5 м, 0,2 м, 0,1 м.

## Технические средства

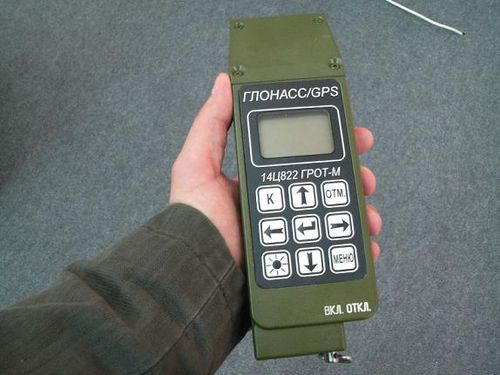
НАП «ГРОТ-М» (НИИКП, 2003 год), один из первых образцов

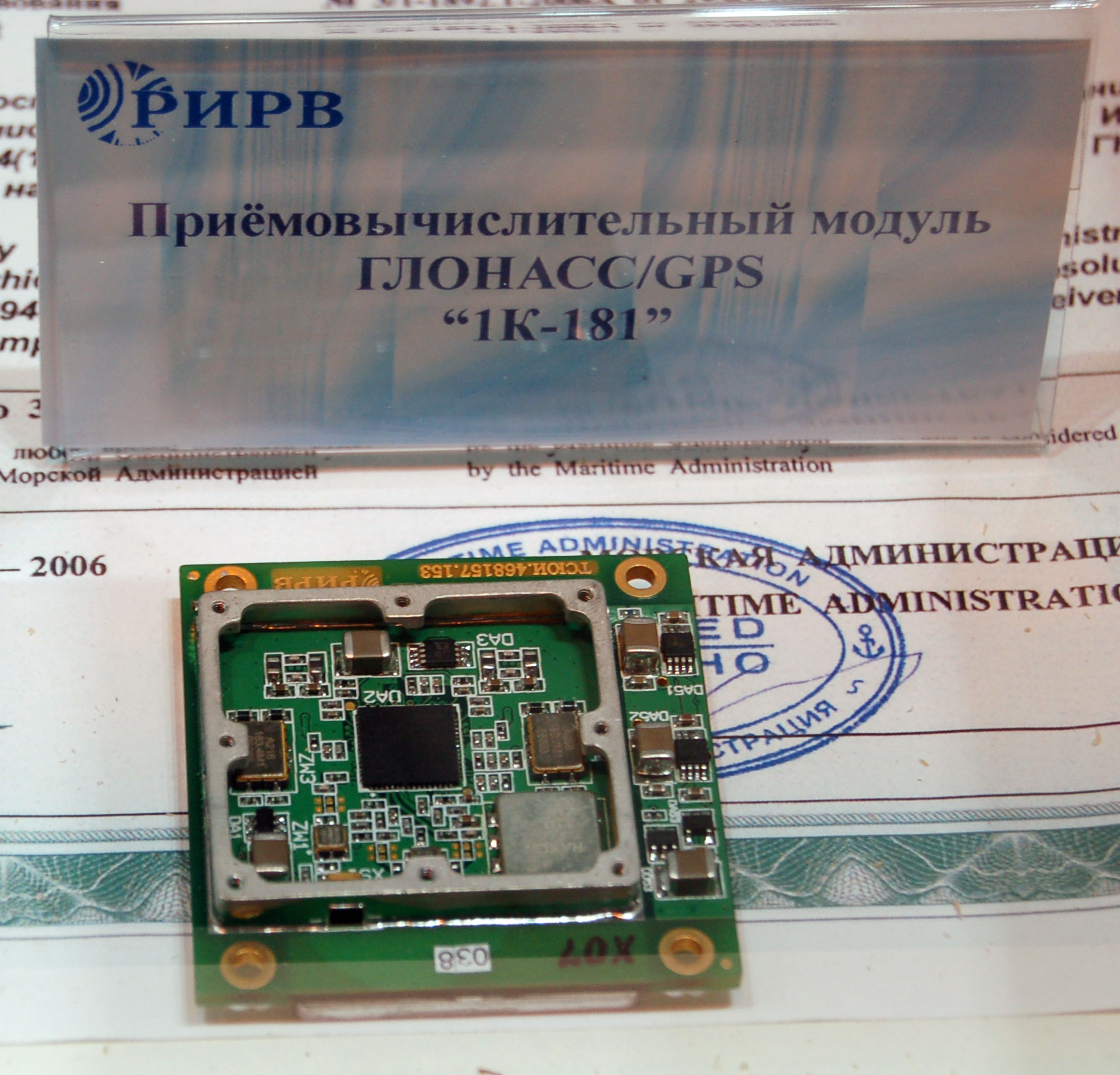
Приёмовычислительный модуль ГЛОНАСС 1К-181

#### Специализированные определители координат
Первым приёмником, рассчитанным на работу с американской и российской навигационными системами, был профессиональный прибор компании Ashtech GG24, выпущенный в 1995 году.

#### Навигаторы
Первый потребительский спутниковый навигатор, рассчитанный на совместное использование ГЛОНАСС и GPS, поступил в продажу 27 декабря 2007 года — это был спутниковый навигатор Glospace. В России навигационную аппаратуру выпускают более 10 предприятий.
В целях реализации Постановления Правительства РФ от 25 августа 2008 года № 641 «Об оснащении транспортных, технических средств и систем аппаратурой спутниковой навигации ГЛОНАСС или ГЛОНАСС/GPS» НПО Прогресс разработало и выпустило аппаратуру спутниковой навигации ГАЛС-М1, которой уже сегодня могут быть оснащены многие виды военной и специальной техники Вооружённых сил Российской Федерации.
Первый абонентский телематический терминал (специализированное бортовое устройство мониторинга транспорта) с двухсистемным приемником ГЛОНАСС/GPS гражданского применения для установки на коммерческий транспорт разработан в дизайн-центре компании «М2М телематика». Телематический терминал M2M-Cyber GLX широко применялся в навигационно-информационных системах для установки на транспортные средства различного назначения — грузовой и пассажирский транспорт, строительная и сельскохозяйственная техника, техника ЖКХ и мн. др.
2008 год можно считать началом массового использования российской системы ГЛОНАСС для гражданского применения. Сейчас на рынке навигационно-информационных услуг на основе технологии ГЛОНАСС работают несколько компаний, которые, в том числе, предоставляют комплекс коммерческих услуг на базе государственной системы экстренного реагирования ЭРА-ГЛОНАСС. Например, бортовое устройство Гранит-навигатор-6.18 ЭРА (производитель СпейсТим) сертифицирован для работы на 20 типах транспортных средств и применяется для комплекса телематических услуг на базе ГЛОНАСС: спутниковый мониторинг транспорта, контроль топлива, удаленная диагностика, страховая телематика и др.
В мае 2011 года в розничную продажу поступили первые массово производимые ГЛОНАСС/GPS-навигаторы компаний Explay и Lexand. Они были собраны на чипсете MSB2301 тайваньской компании Mstar Semiconductor.
27 сентября 2011 года вышло постановление правительства Российской Федерации об обязательном оснащении пассажирских транспортных средств модулями ГЛОНАСС/GPS.

#### Навигаторы — системы предупреждения об авариях
В 2012 году Минтранс России определил технические требования к аппаратуре спутниковой навигации для повышения безопасности перевозок пассажиров автомобильным транспортом, а также транспортировки опасных и специальных грузов.
К середине октября 2020 года около 30 % автомобилей в России подключено к системам ЭРА-ГЛОНАСС. По оценкам НП «ГЛОНАСС», российский рынок ИТ-услуг для транспорта растет на 24 % в год, а к 2030 году его объем может увеличиться до 1,6 трлн $ (за 8 месяцев 2011 года в России было продано порядка 100 тысяч «двухсистемников»).
Сравнительный тест навигатора с ГЛОНАСС/GPS Lexand SG-555 и GPS-навигатора Lexand ST-5350 HD проводила газета Ведомости:

Тест показал, что для поездок по Москве можно обойтись и односистемным навигатором. Но то, что навигаторы «Глонасс/GPS» работают точнее и надёжнее, подтвердилось на практике. Превосходящие характеристики двухсистемных устройств актуальны и в повседневной жизни — например, если вы хотите вовремя перестроиться для поворота на нужную полосу дороги.

#### Смартфоны
Крупнейшие мировые производители мобильных систем на кристалле Mediatek, Qualcomm, Apple, Samsung, Hisilicon производят чипы, принимающие сигналы GPS, ГЛОНАСС, а также других навигационных систем. Общее количество моделей устройств с возможностью приёма ГЛОНАСС исчисляется десятками.

#### Трекеры местоположения
В 2008 году российскими разработчиками было представлено первое портативное устройство с ГЛОНАСС для собак — ошейник-трекер. Ошейник подарен питомцу Владимира Путина лабрадору Кони.

## Доступность

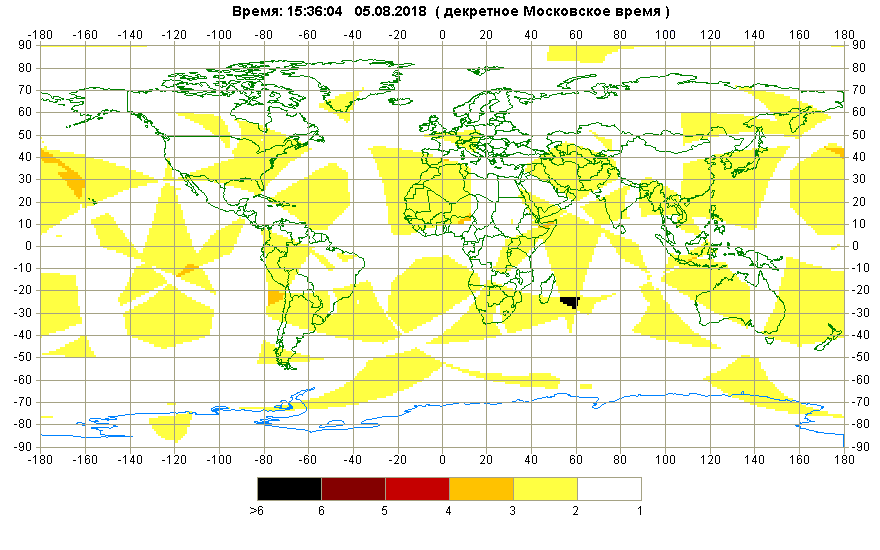
Значения позиционного геометрического фактора PDOP по системе ГЛОНАСС на земной поверхности (угол места ≥ 5°). Дата: 19 апреля 2018

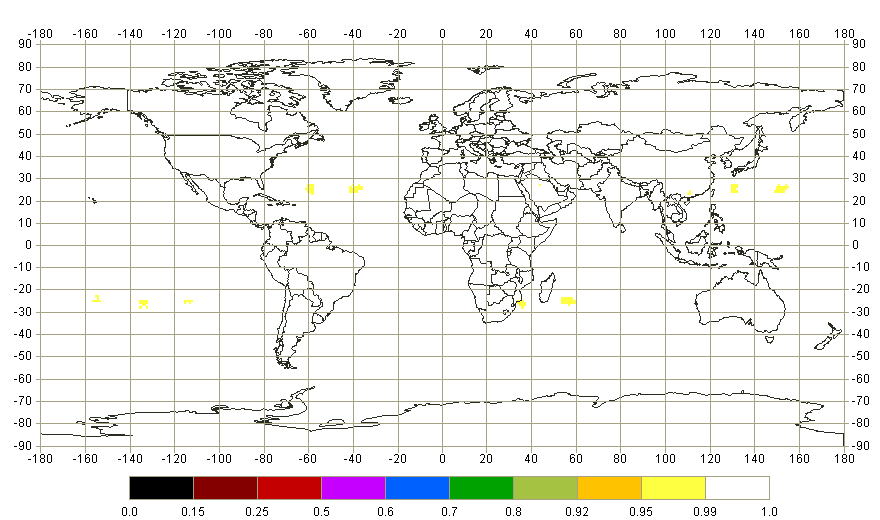
Интегральная доступность навигации наземного потребителя по системе ГЛОНАСС (PDOP ≤ 6) на суточном интервале: угол места не менее 5°. Дата: 19 апреля 2018

Информационно-аналитический центр ГЛОНАСС публикует на своём сайте официальные сведения о доступности навигационных услуг в виде карт мгновенной и интегральной доступности, а также позволяет вычислить зоны видимости для данного места и даты. Оперативный и апостериорный мониторинг систем GPS и ГЛОНАСС также осуществляет Российская система дифференциальной коррекции и мониторинга (СДКМ).
В 2021 году с целью предоставления потребителям актуальной информации о состоянии системы Госкорпорация «Роскосмос» поставила задачу создать потребительский центр на основе аналитического центра Роскосмоса ЦНИИмаш, который на тот момент уже предоставлял информацию о состоянии спутников и их доступности.

## Увеличение точности
Официально прогнозировалось, что ГЛОНАСС догонит GPS по точности к 2015 году, но, по официальным данным на первую половину 2015, точность позиционирования составляла 2,7 м и обещания о её повышении «в два раза» были «перенесены» на конец 2015 года. Однако по состоянию 7 февраля 2016 даже официальный «прогноз точности» указывал точность около 2-4 метров.
При совместном использовании ГЛОНАСС и GPS в совместных приёмниках (практически все ГЛОНАСС-приёмники являются совместными) точность определения координат практически всегда отличная вследствие большого количества видимых КА и их хорошего взаимного расположения.
По сообщению Reuters, сотрудники шведской компании Swepos, обслуживающей общенациональную сеть спутниковых навигационных станций, установили, что ГЛОНАСС обеспечивает более точное позиционирование в северных широтах: «работает немного лучше в северных широтах, потому что орбиты её спутников расположены выше, и мы видим их лучше, чем спутники GPS». Йонссон сообщил, что 90 % клиентов его компании используют ГЛОНАСС в комбинации с GPS.
В июле 2025 года в «Роскосмосе» заявили о планах разместить 30 наземных объектов системы ГЛОНАСС в 16 государствах и Антарктиде. 9 июля 2025 для повышения точности позиционирования потребителей и расширения зоны покрытия на 3,11% была введена в эксплуатацию анонсированная в 2022 году наземная станция сбора измерений в Венесуэле. Расширение сети призвано повысить точность позиционирования с 7-8 метров (данные на 2025 год) до дециметровой точности к 2031 году.

## Наземный сегмент
Наземный сегмент управления ГЛОНАСС полностью расположен на территории России.
Наземный сегмент ГЛОНАСС состоит из:
- двух центров управления системой;
- пяти центров телеметрии, слежения и управления;
- двух лазерных дальномерных станций;
- десяти контрольно-измерительных станций.

| Дислокация               | Наименование                                                                                            | Управление системой | Телеметрия, слежение и управление | Центральные часы | Станция загрузки | Лазерный Дальномер для Эталона | Мониторинг и измерения |
| ------------------------ | --- | ------------------- | --------------------------------- | ---------------- | ---------------- | ------------------------------ | ---------------------- |
| Москва (Краснознаменск)  | Центр Управления Системой (ЦУС)                                                                         |                     | −                                 | −                | −                | −                              |                        |
| Москва (Щелково)         | Система контроля фаз (СКФ), Центральный Синхронизатор (ЦС), Аппаратура контроля поля (АКП)              |                     |                                   |                  |                  |                                |                        |
| Комсомольск-на-Амуре     | Квантово-оптическая станция (КОС), Командная станция слежения (КСС № 4), Аппаратура контроля поля (АКП) | −                   |                                   | −                |                  |                                |                        |
| Санкт-Петербург          | Командная станция слежения (КСС № 9)                                                                    | −                   |                                   | −                | −                | −                              | −                      |
| Уссурийск                | Центр Управления Системой (ЦУС № 2)                                                                     | −                   |                                   | −                | −                | −                              | −                      |
| Енисейск                 | Командная станция слежения (КСС № 4)                                                                    | −                   |                                   | −                |                  | −                              |                        |
| Якутск                   | Командная станция слежения (КСС № 17)                                                                   | −                   | −                                 | −                | −                |                                | −                      |
| Улан-Удэ                 | Командная станция слежения (КСС № 13)                                                                   | −                   | −                                 | −                | −                | −                              |                        |
| Петропавловск-Камчатский | Командная станция слежения (КСС № 6)                                                                    | −                   | −                                 | −                | −                | −                              |                        |
| Воркута                  | Командная станция слежения (КСС № 18)                                                                   | −                   | −                                 | −                | −                | −                              |                        |
| Зеленчукская             | Командная станция слежения (КСС)                                                                        | −                   | −                                 | −                | −                | −                              |                        |

## Спутники
Разработчик КА «ГЛОНАСС», «ГЛОНАСС-М», «ГЛОНАСС-К» и изготовитель спутников «ГЛОНАСС-М», «ГЛОНАСС-К» — «Информационные спутниковые системы» имени академика М. Ф. Решетнёва (до 2008 года «НПО ПМ») (Железногорск, Красноярский край).
Изготовитель КА «ГЛОНАСС» — ПО «Полёт» (Омск).

### Запуски
В феврале 2009 года введён в эксплуатацию 101 КА (запущен 25 декабря 2008 года). Общее число запущенных спутников GPS к этому времени составило 60.
| Номер КА «Космос» | Номер в ГЛОНАСС | Тип спутника, №  | Тип носителя          | Дата запуска | CDMA                         | Комментарий |
| ----------------- | --------------- | ---------------- | --------------------- | ------------ | ---------------------------- | --- |
| 1413              | 711             | Глонасс № 1      | Протон-К / Блок ДМ-2  | 12.10.1982   |                              | |
| 1490              | 712             | Глонасс № 2      | Протон-К / Блок ДМ-2  | 10.08.1983   |                              | |
| 1491              | 713             | Глонасс № 3      | Протон-К / Блок ДМ-2  | 10.08.1983   |                              | |
| 1519              | 714             | Глонасс № 4      | Протон-К / Блок ДМ-2  | 29.12.1983   |                              | |
| 1520              | 715             | Глонасс № 5      | Протон-К / Блок ДМ-2  | 29.12.1983   |                              | |
| 1554              | 716             | Глонасс № 6      | Протон-К / Блок ДМ-2  | 19.05.1984   |                              | |
| 1555              | 717             | Глонасс № 7      | Протон-К / Блок ДМ-2  | 19.05.1984   |                              | |
| 1593              | 718             | Глонасс № 8      | Протон-К / Блок ДМ-2  | 04.09.1984   |                              | |
| 1594              | 719             | Глонасс № 9      | Протон-К / Блок ДМ-2  | 04.09.1984   |                              | |
| 1650              | 720             | Глонасс № 10     | Протон-К / Блок ДМ-2  | 17.05.1985   |                              | |
| 1651              | 721             | Глонасс № 11     | Протон-К / Блок ДМ-2  | 17.05.1985   |                              | |
| 1710              | 722             | Глонасс № 12     | Протон-К / Блок ДМ-2  | 24.12.1985   |                              | |
| 1711              | 723             | Глонасс № 13     | Протон-К / Блок ДМ-2  | 24.12.1985   |                              | |
| 1778              | 724             | Глонасс № 14     | Протон-К / Блок ДМ-2  | 16.09.1986   |                              | |
| 1779              | 725             | Глонасс № 15     | Протон-К / Блок ДМ-2  | 16.09.1986   |                              | |
| 1780              | 726             | Глонасс № 16     | Протон-К / Блок ДМ-2  | 16.09.1986   |                              | |
| 1838              | 730             | Глонасс № 17     | Протон-К / Блок ДМ-2  | 24.04.1987   |                              | Неудачный (на нештатную орбиту) |
| 1839              | 731             | Глонасс № 18     | Протон-К / Блок ДМ-2  | 24.04.1987   |                              | Неудачный (на нештатную орбиту) |
| 1840              | 732             | Глонасс № 19     | Протон-К / Блок ДМ-2  | 24.04.1987   |                              | Неудачный (на нештатную орбиту) |
| 1883              | 733             | Глонасс № 20     | Протон-К / Блок ДМ-2  | 16.09.1987   |                              | |
| 1884              | 734             | Глонасс № 21     | Протон-К / Блок ДМ-2  | 16.09.1987   |                              | |
| 1885              | 735             | Глонасс № 22     | Протон-К / Блок ДМ-2  | 16.09.1987   |                              | |
| 1917              | 738             | Глонасс № 23     | Протон-К / Блок ДМ-2  | 17.02.1988   |                              | Неудачный (на нештатную орбиту) |
| 1918              | 737             | Глонасс № 24     | Протон-К / Блок ДМ-2  | 17.02.1988   |                              | Неудачный (на нештатную орбиту) |
| 1919              | 736             | Глонасс № 25     | Протон-К / Блок ДМ-2  | 17.02.1988   |                              | Неудачный (на нештатную орбиту) |
| 1946              | 739             | Глонасс № 26     | Протон-К / Блок ДМ-2  | 21.05.1988   |                              | |
| 1947              | 740             | Глонасс № 27     | Протон-К / Блок ДМ-2  | 21.05.1988   |                              | |
| 1948              | 741             | Глонасс № 28     | Протон-К / Блок ДМ-2  | 21.05.1988   |                              | |
| 1970              | 742             | Глонасс № 29     | Протон-К / Блок ДМ-2  | 16.09.1988   |                              | |
| 1971              | 743             | Глонасс № 30     | Протон-К / Блок ДМ-2  | 16.09.1988   |                              | |
| 1972              | 744             | Глонасс № 31     | Протон-К / Блок ДМ-2  | 16.09.1988   |                              | |
| 1987              | 727             | Глонасс № 32     | Протон-К / Блок ДМ-2  | 10.01.1989   |                              | |
| 1988              | 745             | Глонасс № 33     | Протон-К / Блок ДМ-2  | 10.01.1989   |                              | |
| 2022              | 728             | Глонасс № 34     | Протон-К / Блок ДМ-2  | 31.05.1989   |                              | |
| 2023              | 729             | Глонасс № 35     | Протон-К / Блок ДМ-2  | 31.05.1989   |                              | |
| 2079              | 746             | Глонасс № 36     | Протон-К / Блок ДМ-2  | 19.05.1990   |                              | |
| 2080              | 751             | Глонасс № 37     | Протон-К / Блок ДМ-2  | 19.05.1990   |                              | |
| 2081              | 752             | Глонасс № 38     | Протон-К / Блок ДМ-2  | 19.05.1990   |                              | |
| 2109              | 747             | Глонасс № 39     | Протон-К / Блок ДМ-2  | 08.12.1990   |                              | |
| 2110              | 748             | Глонасс № 40     | Протон-К / Блок ДМ-2  | 08.12.1990   |                              | |
| 2111              | 749             | Глонасс № 41     | Протон-К / Блок ДМ-2  | 08.12.1990   |                              | |
| 2139              | 750             | Глонасс № 42     | Протон-К / Блок ДМ-2  | 04.04.1991   |                              | |
| 2140              | 753             | Глонасс № 43     | Протон-К / Блок ДМ-2  | 04.04.1991   |                              | |
| 2141              | 754             | Глонасс № 44     | Протон-К / Блок ДМ-2  | 04.04.1991   |                              | |
| 2177              | 768             | Глонасс № 45     | Протон-К / Блок ДМ-2  | 29.01.1992   |                              | |
| 2178              | 769             | Глонасс № 46     | Протон-К / Блок ДМ-2  | 29.01.1992   |                              | |
| 2179              | 771             | Глонасс № 47     | Протон-К / Блок ДМ-2  | 29.01.1992   |                              | |
| 2204              | 756             | Глонасс № 48     | Протон-К / Блок ДМ-2  | 30.07.1992   |                              | |
| 2205              | 772             | Глонасс № 49     | Протон-К / Блок ДМ-2  | 30.07.1992   |                              | |
| 2206              | 774             | Глонасс № 50     | Протон-К / Блок ДМ-2  | 30.07.1992   |                              | |
| 2234              | 773             | Глонасс № 51     | Протон-К / Блок ДМ-2  | 17.02.1993   |                              | 24 сентября 1993 года система была официально принята в эксплуатацию с орбитальной группировкой из 12 спутников. |
| 2235              | 759             | Глонасс № 52     | Протон-К / Блок ДМ-2  | 17.02.1993   |                              | 24 сентября 1993 года система была официально принята в эксплуатацию с орбитальной группировкой из 12 спутников. |
| 2236              | 757             | Глонасс № 53     | Протон-К / Блок ДМ-2  | 17.02.1993   |                              | 24 сентября 1993 года система была официально принята в эксплуатацию с орбитальной группировкой из 12 спутников. |
| 2275              | 758             | Глонасс № 54     | Протон-К / Блок ДМ-2  | 11.04.1994   |                              | |
| 2276              | 760             | Глонасс № 55     | Протон-К / Блок ДМ-2  | 11.04.1994   |                              | |
| 2277              | 761             | Глонасс № 56     | Протон-К / Блок ДМ-2  | 11.04.1994   |                              | |
| 2287              | 767             | Глонасс № 57     | Протон-К / Блок ДМ-2  | 11.08.1994   |                              | |
| 2288              | 770             | Глонасс № 58     | Протон-К / Блок ДМ-2  | 11.08.1994   |                              | |
| 2289              | 775             | Глонасс № 59     | Протон-К / Блок ДМ-2  | 11.08.1994   |                              | |
| 2294              | 762             | Глонасс № 60     | Протон-К / Блок ДМ-2  | 20.11.1994   |                              | |
| 2295              | 763             | Глонасс № 61     | Протон-К / Блок ДМ-2  | 20.11.1994   |                              | |
| 2296              | 764             | Глонасс № 62     | Протон-К / Блок ДМ-2  | 20.11.1994   |                              | |
| 2307              | 765             | Глонасс № 63     | Протон-К / Блок ДМ-2  | 07.03.1995   |                              | |
| 2308              | 766             | Глонасс № 64     | Протон-К / Блок ДМ-2  | 07.03.1995   |                              | |
| 2309              | 777             | Глонасс № 65     | Протон-К / Блок ДМ-2  | 07.03.1995   |                              | |
| 2316              | 780             | Глонасс № 66     | Протон-К / Блок ДМ-2  | 24.07.1995   |                              | |
| 2317              | 781             | Глонасс № 67     | Протон-К / Блок ДМ-2  | 24.07.1995   |                              | |
| 2318              | 785             | Глонасс № 68     | Протон-К / Блок ДМ-2  | 24.07.1995   |                              | |
| 2323              | 776             | Глонасс № 69     | Протон-К / Блок ДМ-2  | 14.12.1995   |                              | Состав орбитальной группировки доведён до штатной, на орбите 25 КА. |
| 2324              | 778             | Глонасс № 70     | Протон-К / Блок ДМ-2  | 14.12.1995   |                              | Состав орбитальной группировки доведён до штатной, на орбите 25 КА. |
| 2325              | 782             | Глонасс № 71     | Протон-К / Блок ДМ-2  | 14.12.1995   |                              | Состав орбитальной группировки доведён до штатной, на орбите 25 КА. |
| 2362              | 779             | Глонасс № 72     | Протон-К / Блок ДМ-2  | 30.12.1998   |                              | Состав орбитальной группировки сократился до 13 КА. |
| 2363              | 784             | Глонасс № 73     | Протон-К / Блок ДМ-2  | 30.12.1998   |                              | Состав орбитальной группировки сократился до 13 КА. |
| 2364              | 786             | Глонасс № 74     | Протон-К / Блок ДМ-2  | 30.12.1998   |                              | Состав орбитальной группировки сократился до 13 КА. |
| 2374              | 783             | Глонасс № 75     | Протон-К / Блок ДМ-2  | 13.10.2000   |                              | Состав орбитальной группировки — 8 КА. |
| 2375              | 787             | Глонасс № 76     | Протон-К / Блок ДМ-2  | 13.10.2000   |                              | Состав орбитальной группировки — 8 КА. |
| 2376              | 788             | Глонасс № 77     | Протон-К / Блок ДМ-2  | 13.10.2000   |                              | Состав орбитальной группировки — 8 КА. |
| 2380              | 790             | Глонасс № 78     | Протон-К / Блок ДМ-2  | 01.12.2001   |                              | |
| 2381              | 789             | Глонасс № 79     | Протон-К / Блок ДМ-2  | 01.12.2001   |                              | |
| 2382              | 711             | Глонасс-М № 1    | Протон-К / Блок ДМ-2  | 01.12.2001   |                              | Модифицированная версия КА «Глонасс» — 11Ф654М (по другим данным 14Ф17), на котором испытывались некоторые новые системы. Срок эксплуатации увеличился на 2 года до 5 лет. Состав орбитальной группировки — 6 КА.                                              |
| 2394              | 791             | Глонасс № 80     | Протон-К / Блок ДМ-2М | 25.12.2002   |                              | |
| 2395              | 792             | Глонасс № 81     | Протон-К / Блок ДМ-2М | 25.12.2002   |                              | |
| 2396              | 793             | Глонасс № 82     | Протон-К / Блок ДМ-2М | 25.12.2002   |                              | Состав орбитальной группировки увеличился до 7 КА. |
| 2402              | 794             | Глонасс № 83     | Протон-К / Бриз-М     | 10.12.2003   |                              | |
| 2403              | 795             | Глонасс № 84     | Протон-К / Бриз-М     | 10.12.2003   |                              | |
| 2404              | 701             | Глонасс-М № 2    | Протон-К / Бриз-М     | 10.12.2003   |                              | Модифицированная версия КА «Глонасс» — 11Ф654М, переходная к КА «Глонасс-М». На сайте производителя проходит как первый КА «Глонасс-М». Состав орбитальной группировки увеличился до 9 КА.                                                                     |
| 2411              | 796             | Глонасс № 85     | Протон-К / Блок ДМ-2  | 26.12.2004   |                              | 11Ф654 |
| 2412              | 797             | Глонасс № 86     | Протон-К / Блок ДМ-2  | 26.12.2004   |                              | 11Ф654 |
| 2413              | 712             | Глонасс-М № 3    | Протон-К / Блок ДМ-2  | 26.12.2004   |                              | Модифицированная версия КА «Глонасс» — 11Ф654М, переходная к КА «Глонасс-М». Состав орбитальной группировки увеличился до 11 КА. |
| 2419              | 798             | Глонасс № 87     | Протон-К / Блок ДМ-2  | 25.12.2005   |                              | Последний КА серии «Глонасс». |
| 2417              | 713             | Глонасс-М № 4    | Протон-К / Блок ДМ-2  | 25.12.2005   |                              | Первый «настоящий» КА «Глонасс-М» (изделие 14Ф113). |
| 2418              | 714             | Глонасс-М № 5    | Протон-К / Блок ДМ-2  | 25.12.2005   |                              | Состав орбитальной группировки увеличился до 13 КА. |
| 2424              | 715             | Глонасс-М № 6    | Протон-К / Блок ДМ-2  | 25.12.2006   |                              | |
| 2425              | 716             | Глонасс-М № 7    | Протон-К / Блок ДМ-2  | 25.12.2006   |                              | |
| 2426              | 717             | Глонасс-М № 8    | Протон-К / Блок ДМ-2  | 25.12.2006   |                              | |
| 2431              | 718             | Глонасс-М № 9    | Протон-К / Блок ДМ-2  | 26.10.2007   |                              | Космодром Байконур, три модифицированных космических аппарата «Глонасс-М» |
| 2432              | 719             | Глонасс-М № 10   | Протон-К / Блок ДМ-2  | 26.10.2007   |                              | Космодром Байконур, три модифицированных космических аппарата «Глонасс-М» |
| 2433              | 720             | Глонасс-М № 11   | Протон-К / Блок ДМ-2  | 26.10.2007   |                              | Космодром Байконур, три модифицированных космических аппарата «Глонасс-М» |
| 2434              | 721             | Глонасс-М № 12   | Протон-М / Блок ДМ-2  | 25.12.2007   |                              | Запуск увеличил число работающих спутников до 16 (одновременно 4 спутника, запущенные в 2001—2003 годах, были выведены из группировки) |
| 2435              | 722             | Глонасс-М № 13   | Протон-М / Блок ДМ-2  | 25.12.2007   |                              | Запуск увеличил число работающих спутников до 16 (одновременно 4 спутника, запущенные в 2001—2003 годах, были выведены из группировки) |
| 2436              | 723             | Глонасс-М № 14   | Протон-М / Блок ДМ-2  | 25.12.2007   |                              | Запуск увеличил число работающих спутников до 16 (одновременно 4 спутника, запущенные в 2001—2003 годах, были выведены из группировки) |
| 2442              | 724             | Глонасс-М № 15   | Протон-М / Блок ДМ-2  | 25.09.2008   |                              | Запуск увеличил число работающих спутников до 18 (1 спутник был выведен из состава группировки). |
| 2443              | 725             | Глонасс-М № 16   | Протон-М / Блок ДМ-2  | 25.09.2008   |                              | Запуск увеличил число работающих спутников до 18 (1 спутник был выведен из состава группировки). |
| 2444              | 726             | Глонасс-М № 17   | Протон-М / Блок ДМ-2  | 25.09.2008   |                              | Запуск увеличил число работающих спутников до 18 (1 спутник был выведен из состава группировки). |
| 2447              | 727             | Глонасс-М № 18   | Протон-М / Блок ДМ-2  | 25.12.2008   |                              | |
| 2448              | 728             | Глонасс-М № 19   | Протон-М / Блок ДМ-2  | 25.12.2008   |                              | |
| 2449              | 729             | Глонасс-М № 20   | Протон-М / Блок ДМ-2  | 25.12.2008   |                              | |
| 2456              | 730             | Глонасс-М № 21   | Протон-М / Блок ДМ-2  | 14.12.2009   |                              | |
| 2457              | 733             | Глонасс-М № 22   | Протон-М / Блок ДМ-2  | 14.12.2009   |                              | |
| 2458              | 734             | Глонасс-М № 23   | Протон-М / Блок ДМ-2  | 14.12.2009   |                              | |
| 2459              | 731             | Глонасс-М № 24   | Протон-М / Блок ДМ-2  | 02.03.2010   |                              | Запуск увеличил число работающих спутников до 21 (плюс 2 в орбитальном резерве) |
| 2460              | 732             | Глонасс-М № 25   | Протон-М / Блок ДМ-2  | 02.03.2010   |                              | Запуск увеличил число работающих спутников до 21 (плюс 2 в орбитальном резерве) |
| 2461              | 735             | Глонасс-М № 26   | Протон-М / Блок ДМ-2  | 02.03.2010   |                              | Запуск увеличил число работающих спутников до 21 (плюс 2 в орбитальном резерве) |
| 2464              | 736             | Глонасс-М № 27   | Протон-М / Блок ДМ-2  | 02.09.2010   |                              | Число работающих спутников увеличилось до 21 (плюс 2 в орбитальном резерве и на 06.09.2010 три космических аппарата на этапе ввода в эксплуатацию) |
| 2465              | 737             | Глонасс-М № 28   | Протон-М / Блок ДМ-2  | 02.09.2010   |                              | Число работающих спутников увеличилось до 21 (плюс 2 в орбитальном резерве и на 06.09.2010 три космических аппарата на этапе ввода в эксплуатацию) |
| 2466              | 738             | Глонасс-М № 29   | Протон-М / Блок ДМ-2  | 02.09.2010   |                              | Число работающих спутников увеличилось до 21 (плюс 2 в орбитальном резерве и на 06.09.2010 три космических аппарата на этапе ввода в эксплуатацию) |
|                   | 739             | Глонасс-М № 30   | Протон-М / Блок ДМ-03 | 05.12.2010   |                              | Неудачный: в результате выведения разгонного блока на нерасчётную орбиту потеряны все три аппарата «Глонасс-М». Предварительно причиной была названа ошибка в расчетах, приведшая к избыточной заправке компонентами ракетного топлива разгонного блока ДМ-03. |
|                   | 740             | Глонасс-М № 31   | Протон-М / Блок ДМ-03 | 05.12.2010   |                              | Неудачный: в результате выведения разгонного блока на нерасчётную орбиту потеряны все три аппарата «Глонасс-М». Предварительно причиной была названа ошибка в расчетах, приведшая к избыточной заправке компонентами ракетного топлива разгонного блока ДМ-03. |
|                   | 741             | Глонасс-М № 32   | Протон-М / Блок ДМ-03 | 05.12.2010   |                              | Неудачный: в результате выведения разгонного блока на нерасчётную орбиту потеряны все три аппарата «Глонасс-М». Предварительно причиной была названа ошибка в расчетах, приведшая к избыточной заправке компонентами ракетного топлива разгонного блока ДМ-03. |
| 2471              | 701             | Глонасс-К № 1    | Союз-2.1б / Фрегат-М  | 26.02.2011   | L3OС                         | [ 88 ] |
| 2474              | 742             | Глонасс-М № 33   | Союз-2.1б / Фрегат-М  | 02.10.2011   |                              | [ 89 ] |
| 2475              | 743             | Глонасс-М № 34   | Протон-М / Бриз-М     | 04.11.2011   |                              | [ 90 ] |
| 2476              | 744             | Глонасс-М № 35   | Протон-М / Бриз-М     | 04.11.2011   |                              | [ 90 ] |
| 2477              | 745             | Глонасс-М № 36   | Протон-М / Бриз-М     | 04.11.2011   |                              | [ 90 ] |
| 2478              | 746             | Глонасс-М № 37   | Союз-2.1б / Фрегат-М  | 28.11.2011   |                              | |
| 2485              | 747             | Глонасс-М № 38   | Союз-2.1б / Фрегат-М  | 26.04.2013   |                              | [ 91 ] |
|                   | 748             | Глонасс-М № 39   | Протон-М / Блок ДМ-03 | 02.07.2013   |                              | Неудачный |
|                   | 749             | Глонасс-М № 40   | Протон-М / Блок ДМ-03 | 02.07.2013   |                              | Неудачный |
|                   | 750             | Глонасс-М № 41   | Протон-М / Блок ДМ-03 | 02.07.2013   |                              | Неудачный |
| 2492              | 754             | Глонасс-М № 42   | Союз-2.1б / Фрегат-М  | 24.03.2014   |                              | |
| 2500              | 755             | Глонасс-М № 43   | Союз-2.1б / Фрегат-М  | 14.06.2014   | L3OС                         | [ 93 ] |
| 2501              | 702             | Глонасс-К № 2    | Союз-2.1б / Фрегат-М  | 01.12.2014   | L3OС                         | [ 94 ] [ 95 ] [ 96 ] |
| 2514              | 751             | Глонасс-М № 44   | Союз-2.1б / Фрегат-М  | 07.02.2016   |                              | [ 97 ] [ 98 ] |
| 2516              | 753             | Глонасс-М № 45   | Союз-2.1б / Фрегат-М  | 29.05.2016   |                              | [ 99 ] |
| 2522              | 752             | Глонасс-М № 46   | Союз-2.1б / Фрегат-М  | 22.09.2017   |                              | [ 99 ] |
| 2527              | 756             | Глонасс-М № 47   | Союз-2.1б / Фрегат-М  | 17.06.2018   | L3OС                         | [ 100 ] |
| 2529              | 757             | Глонасс-М № 48   | Союз-2.1б / Фрегат-М  | 03.11.2018   | L3OС                         | [ 101 ] |
| 2534              | 758             | Глонасс-М № 49   | Союз-2.1б / Фрегат-М  | 27.05.2019   | L3OС                         | [ 102 ] |
| 2544              | 759             | Глонасс-М № 50   | Союз-2.1б / Фрегат-М  | 11.12.2019   | L3OС                         | [ 103 ] |
| 2545              | 760             | Глонасс-М № 51   | Союз-2.1б / Фрегат-М  | 16.03.2020   | L3OС                         | [ 104 ] |
| 2547              | 705             | Глонасс-К № 15Л  | Союз-2.1б / Фрегат-М  | 25.10.2020   | L3OС                         | [ 105 ] |
| 2557              | 706             | Глонасс-К № 16Л  | Союз 2.1б/Фрегат-М    | 07.07.2022   | L3OС                         | [ 106 ] |
| 2559              | 707             | Глонасс-К № 17Л  | Союз 2.1б/Фрегат-М    | 10.10.2022   | L2OC, L2SC, L3OС             | Оборудован улучшенными атомными часами |
| 2564              | 761             | Глонасс-М № 761  | Союз 2.1б/Фрегат-М    | 28.11.2022   | L3OС                         | Последний спутник «Глонасс-М» |
| 2569              | 703             | Глонасс-К2 № 13Л | Союз 2.1б/Фрегат-М    | 07.08.2023   | L1OC, L1SC, L2OC, L2SC, L3OC | [ 109 ] |
| 2584              | 704             | Глонасс-К2 № 14Л | Союз 2.1б/Фрегат-М    | 02.03.2025   | L1OC, L1SC, L2OC, L2SC, L3OC | |